# عباس سعیدی (صداپیشه)
عباس سعیدی (۱۳۱۹ – ۱۳۸۴)، دوبلور و گوینده قدیمی ایرانی بود که در اثر تصادف با اتومبیل در خانه بستری شده بود و عاقبت در بهمن ماه یا اسفند ماه سال ۱۳۸۴ در سن ۶۵ سالگی درگذشت.

## زندگینامه
این گوینده اهل ایوانکی از اوایل دهه ۱۳۴۰ تحت نظر احمد رسول‌زاده فعالیت دوبله را آغاز کرد و در بسیاری از فیلم‌ها و کارتونها صحبت کرد.  او در برخی فیلم‌ها همچون می خواهم زنده بمانم در سه نقش و بعضا دو نقش صحبت می‌کرد. اخیرا وی در سریال حضرت یوسف از طرف فرج الله سلحشور به بازی گمارده شد که ظاهراً و متأسفانه این نقش نیمه کاره ماند. امید که این نقش حذف نگردد و بیاد او (همچون فیلم اعدامی که بعد از مرگ پرویز فنی‌زاده در آن مابقی فیلم را با رضا کرم رضایی ادامه دادند یا سریال امام علی که علی آزاد را از دست داد و بازیگر دیگری در نماهایی دور جای وی را گرفت) ادامه را به بازیگری مشابه سپارند.

## گوینده نقش‌ها
| نام فیلم                    | نقش        |
| --------------------------- | ---------- |
| مجموعه کارتونی معاون کلانتر | کلانتر     |
| پلنگ صورتی                  | رئیس       |
| بوچ کسیدی و ساندنس کید      | ری         |
| چوبین                       | خرس        |
| مهاجران                     | دکتر دِیتون |